# ای‌اوای
گروه ای‌اوای (انگلیسی: AOA، کره‌ای: 에이오에이;مخفف Ace of Angels) یک گروه دخترانه کی-پاپ است که در 30 جولای سال ۲۰۱۲ میلادی زیر نظر کمپانی FNC با سینگل Angels’ Story شروع به فعالیت خود کردند. اعضای این گروه هشت نفر هستند که شامل: هه‌جونگ - چانمی - جیمین - یونا - چوا - مینا - سولهیون - یوکیونگ هستند ولی یوکیونگ فقط در زیرگروه aoa یعنی AOA black بوده است که در ماه اکتبر ۲۰۱۵ گروه را ترک کرد.همچنین چوا هم در ژوئن۲۰۱۷ به دلیل افسردگی گروه راترک کرد.مینا نیز در ۱۳ مِی ۲۰۱۹ قراردادش را با کمپانی تمدید نکرد و گروه را نیز ترک کرد.جیمین در تاریخ ۴ ژوئیه ۲۰۲۰ کمپانی و گروه را بعلت مشکلاتی که بین او و عضو قبلی گروه(مینا) پیش آمده بود و متهم شدن او به زورگویی و قلدری علیه مینا ترک کرد .یونا ، سئولهیون و هه جونگ به ترتیب در سال های ۲۰۲۱ ، ۲۰۲۲ و ۲۰۲۳ پس پایان مدت قراردادشان با کمپانی گروه را ترک کردند.تنها عضو این گروه در حال حاضر چانمی است.

## اعضا

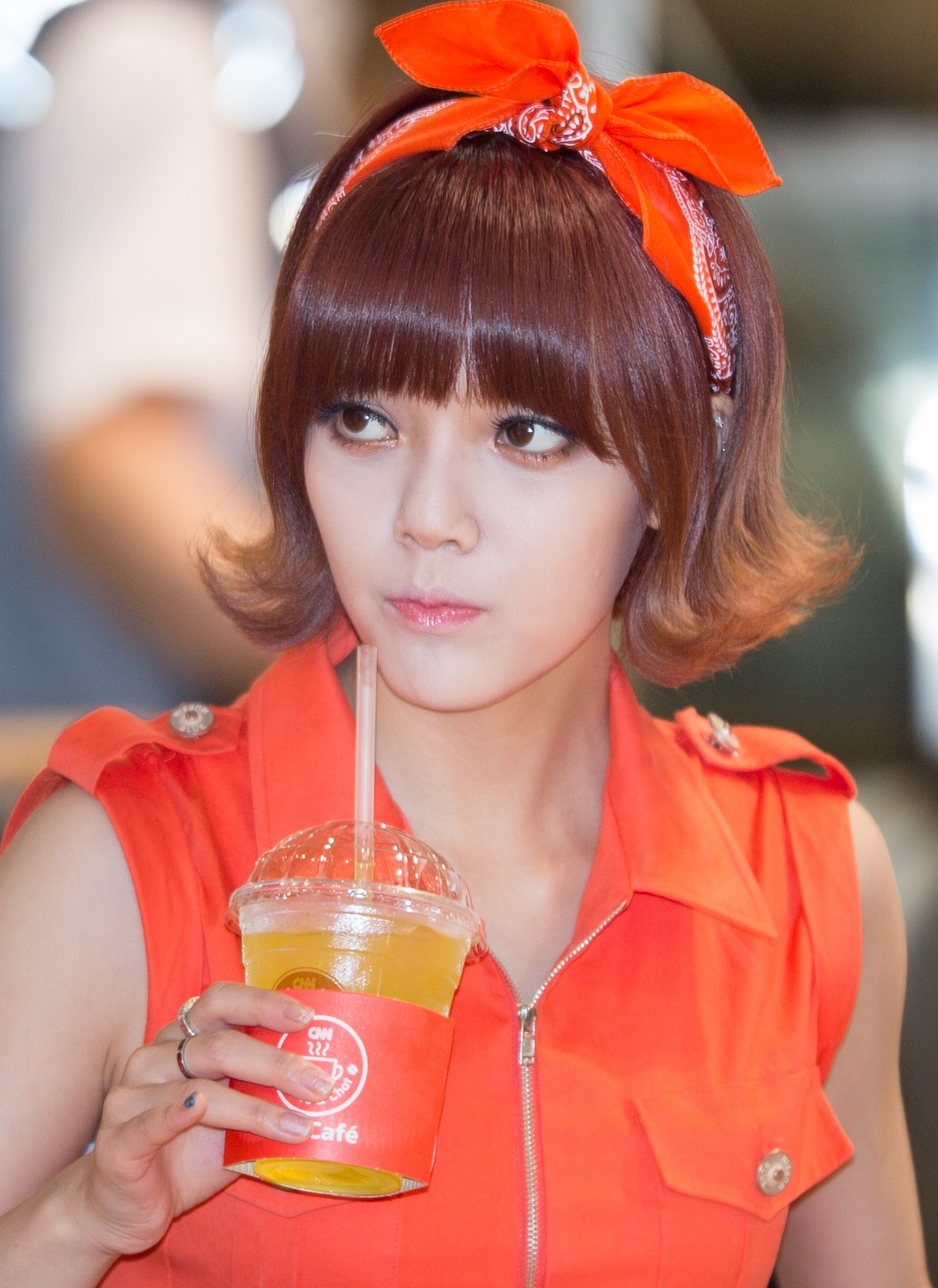
شین جیمین (لیدر و رپر اصلی)
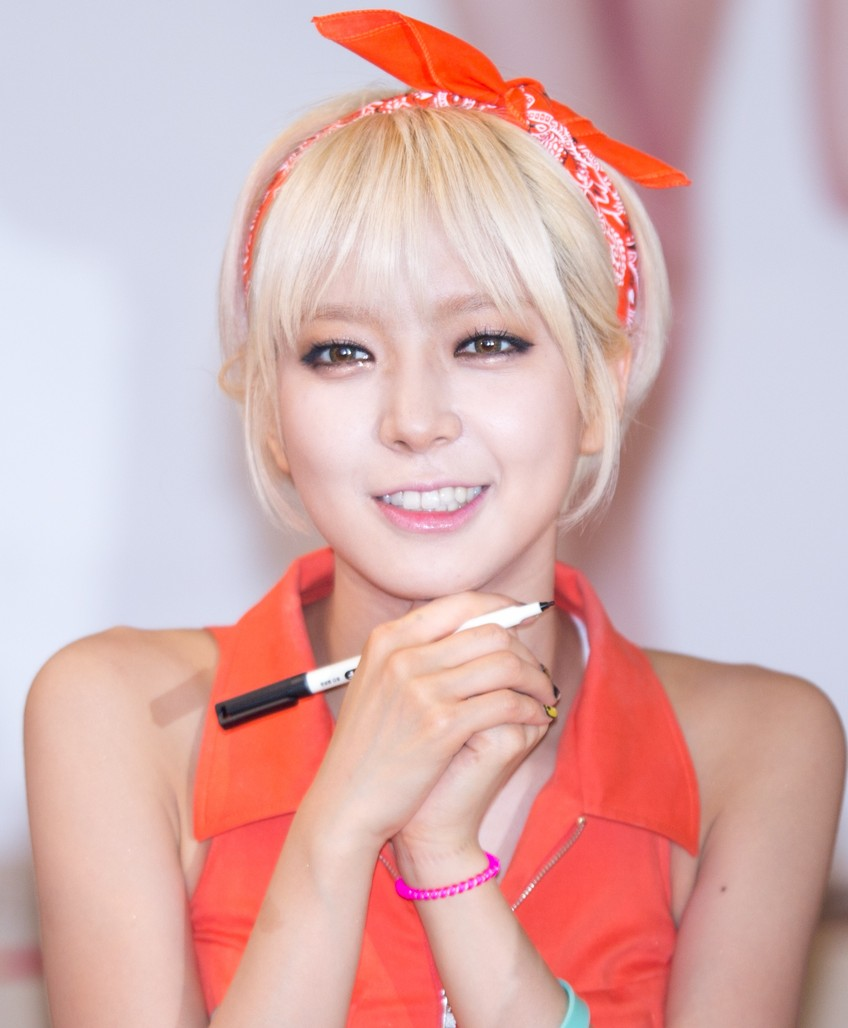
پارک چوا (وکال اصلی )
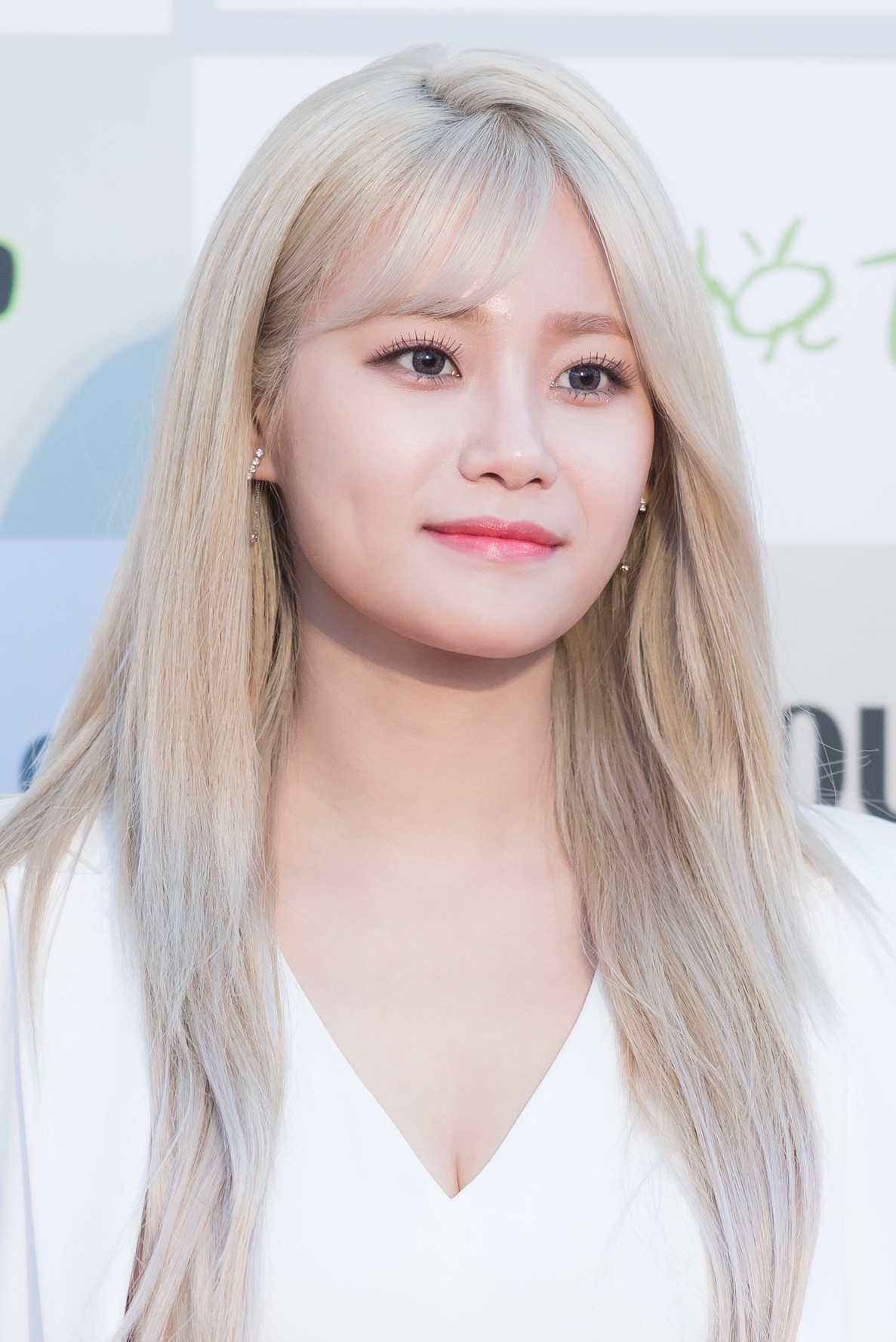
سئو یونا (وکال اصلی)
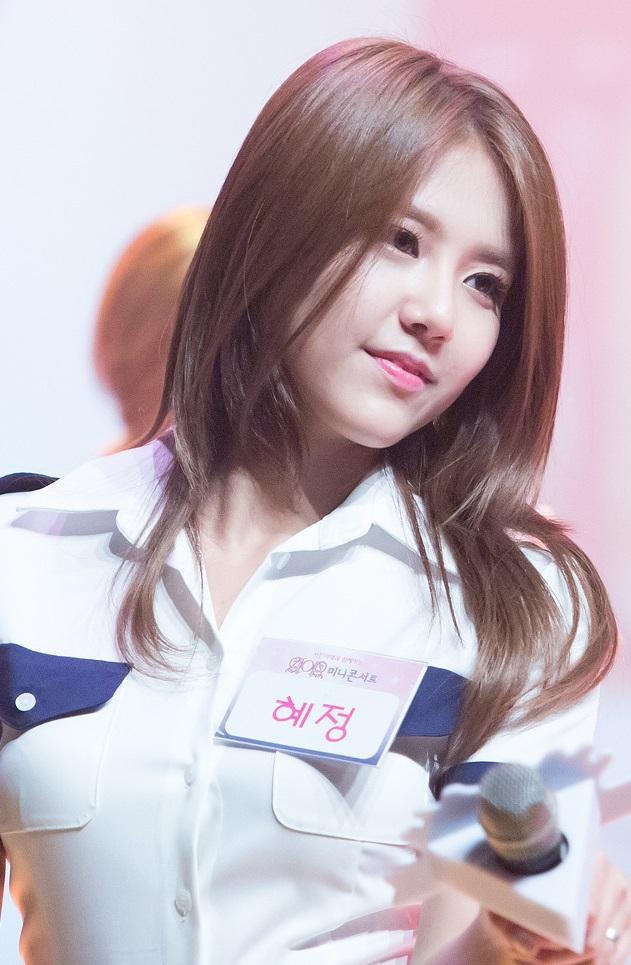
شین هه جونگ (وکال اصلی و دنسر)
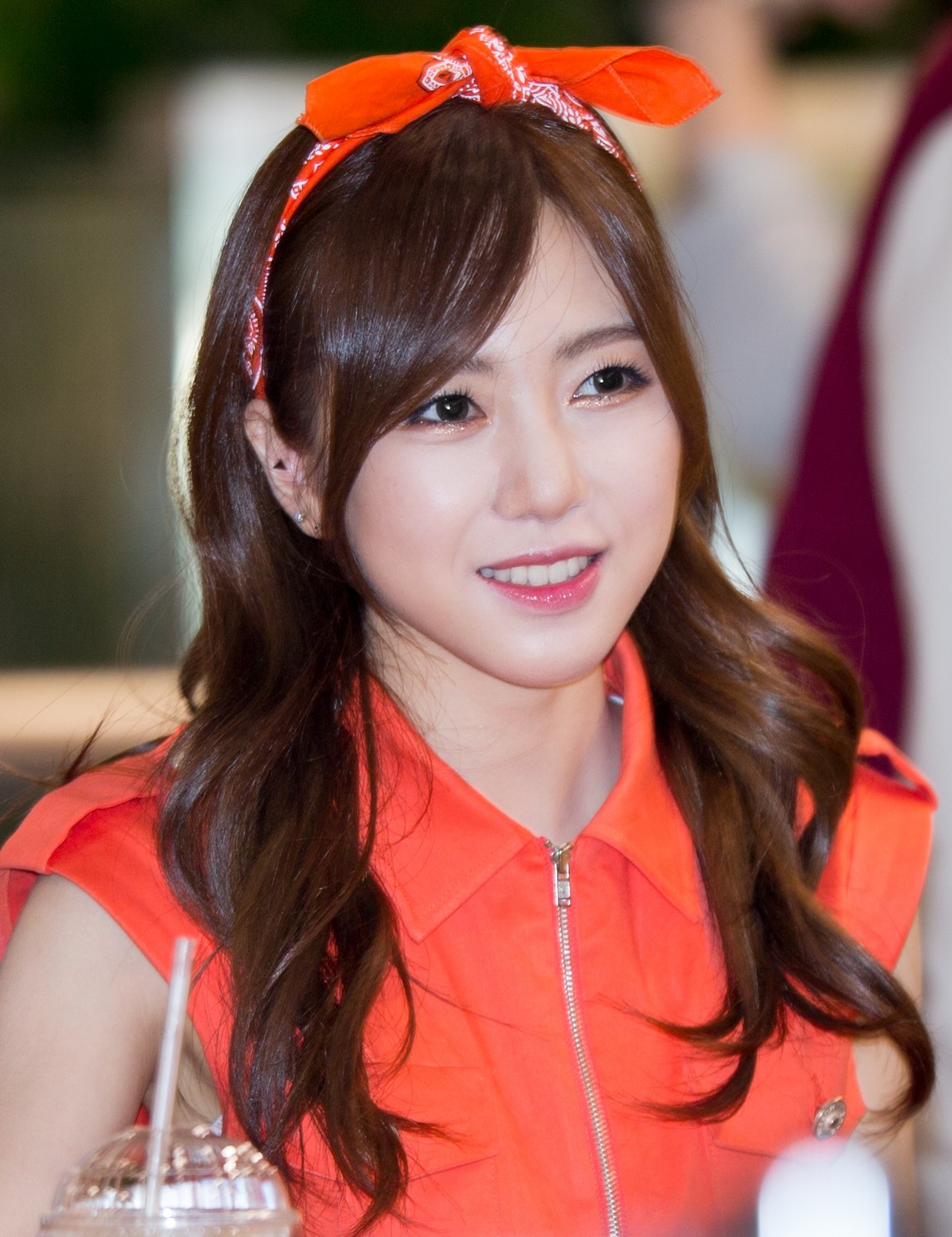
کوان مینا (وکال و رپر)
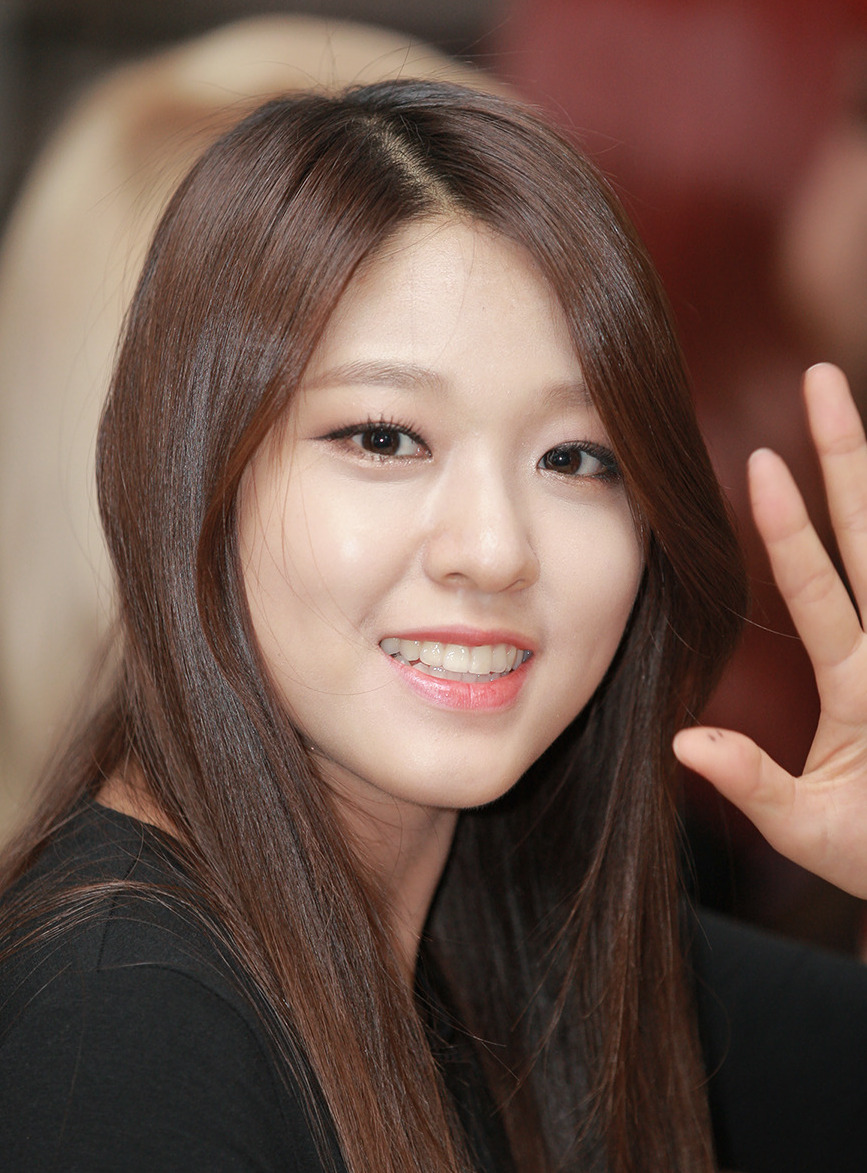
کیم سئولهیون (وکال و دنسر اصلی)
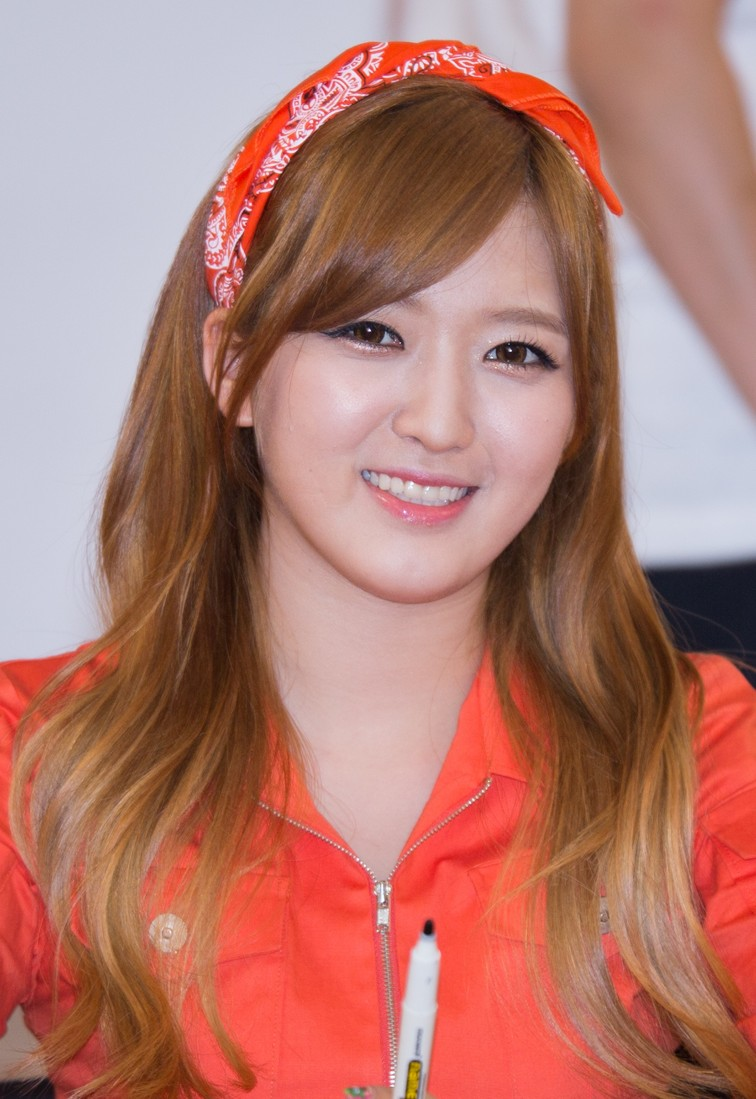
کیم چانمی (وکال ، رپر ، دنسر اصلی و مکنه )